# Teohari Antonescu
Teohari Antonescu (n. 1 septembrie 1866, București – d. 11 ianuarie 1910 la Iași) a fost un arheolog, istoric, epigrafist și pedagog universitar român, membru al societății Junimea.

## Date biografice
S-a născut în București, la 1 septembrie 1866, în familia micului negustor Petru Antonescu. Teohari nu și-a cunoscut tatăl, întrucât tatăl său a decedat înaintea nașterii sale. Mama sa, Alexandrina (Lucșița) Antonescu, s-a recăsătorit foarte repede, devenind Petrescu. Din propriile sale mărturii, Teohari nu a avut o copilărie fericită.

## Educație
A urmat cursurile Gimnaziului (azi Colegiul Național „Ion Maiorescu”) din Giurgiu.
A terminat studiile secundare și universitare la București (1889). A absolvit Facultatea de Litere a Universității din București (1890). Aici i-a avut ca profesori pe Alexandru Odobescu (arheologie), pe Grigore G. Tocilescu (istorie veche) și pe Titu Maiorescu (logică). Încă din anul II de studenție a intrat în atenția profesorului Titu Maiorescu, care îl alege pentru echipa ce va prelua conducerea la Convorbiri literare. Odobescu îi coordonează licența, având ca temă Cultul cabirilor în Dacia. Această lucrare a fost structurată în patru părți: „Monumentele cabirice din Dacia”, „Originea și ideea fundamentală a culturii cabirilor”, „Răspândirea cultului cabirilor” și „Cabirii din Dacia”. Întreaga lucrare s-a axat pe studiul credințelor religioase din România și a reprezentării acestora sub forma diferitelor monumente.
Și-a făcut specializarea la Paris, Berlin, Munchen, Heidelberg. A efectuat călătorii de studii în Italia și Grecia.

## Activitate
A fost printre primii specialiști români în epigrafia elină și romană.

### SocietateaJunimea
Teohari Antonescu a fost unul din membri Societății Junimea, la ale cărui adunări a participat frecvent, fiind foarte dedicat țelurilor acesteia. Teohari Antonescu a fost „deosebit de activ în a remobiliza pe vechii junimiști rămași la Iași, intrați într-un soi de letargie, mulțumiți cu palide și solitare activități intelectuale.”

### Viață academică
Numit în 1894 profesor de arheologie, la catedra provizorie de arheologie a Universității din Iași, odată cu numirea lui P.P. Negulescu la cea de filosofie, Teohari Antonescu obține titulatura la catedra Arheologie și antichități, înființată în 1896, prin decretul regal numărul 366 din 22 ianuarie 1899. Între 1895 și 1902 va suplini, adesea, catedra lui Petru Rășcanu, de „Istoria antică, epigrafie și geografie”, pentru perioada cât acesta fusese numit în funcția de inspector general al învățământului secundar din județul Iași.
În prelegerile sale de la Universitate a realizat unitatea dintre studiile de istorie și cele de arheologie. Studenții de la Iași aveau pentru prima oară posibilitatea să audieze cursuri despre antichitatea îndepărtată, despre lumea orientală și greco-romană. A avut preocupări privind originea arienilor, literatura egipteană și chaldeană.

### Colaborarea la Enciclopedia Diaconovich
Enciclopedia este prima apărută în cultura română, în teritoriul Transilvaniei, aflată în acea perioadă sub administrația Austro-Ungariei. A fost tipărită la inițiativa ASTREI de către editura W. Krafft, în condiții grafice bune. Opera cuprinde trei tomuri (1898-1904): tomul I (A - Copenhaga), tomul al II-lea (Copepode - Keman) și tomul al III-lea (Kemet - Zymotic).

## Viață privată
A fost căsătorit cu Eugenia Vârgolici, fiica universitarului și junimistului Ștefan Vârgolici.
Au avut o fiică, Eugenia T. Antonescu, rămasă orfană la 16 ani. Măritându-se la 18 ani, nu a mai urmat cursurile unei facultăți. Soțul ei a fost latinistul Teodor Naum, profesor la Universitatea din Cluj.
Istoricul a decedat la  43 de ani, în ziua 11 ianuarie 1910 (la orele 15.30), „răpus de un cancer al rărunchiului”.

## Omagiu
La sugestia savantului Ion Andrieșescu, Muzeul Județean din Giurgiu, înființat în 1934, a primit numele lui Teohari Antonescu. Muzeul îi poartă numele în perioada 1934-1948 și începând cu anul 1993.

## Operă

### Lucrări științifice
- 1889 - Lucrarea de licență - Cultul cabirilor în Dacia
- 1901 - Lumi uitate - Studii literare și archeologice - Iași - Tipografia Editoare Dacia P.Iliescu și D. Grossu
- 1905 - Le trophee d'Adamclissi. Etude archeologique - Jassy
- 1906 - Cetatea Sarmizegetusa - reconstitutită după Columna Traiana și ruinele din Grădiștea
- 1906 - Știința sau Vandalismul d-lui Tocilescu - Lipsa unei metode de cercetare a ruinelor - Iași
- 1906 - Săpăturile d-lui Tocilescu la cetatea Drobetae. Nimicirea unei stațiuni istorice importante - Iași
- 1910 - Columna lui Traian, studiată din punct de vedere arheologic, geografic și artistic - Iași

### Publicate înConvorbiri literare(listă incompletă)
- Dacia, patria primitivă a popoarelor ariane (1895 nr. 5);
- Manifestările artistice în raport cu rasa, (1895, nr. 10);
- Descoperirile din Troia, (1895, nr. 12);
- Activitatea științifică a lui Alexandru Odobescu (1897, nr. 3-4);
- Originea egiptenilor și semiților (1897, nr. 11 și 12);
- Din lumea Chaldee (1898, nr. 4);
- Epopeea lui Izdubar (1898, nr. 5);
- Priviri asupra filosofiei Upanișadelor (1899);
- Din literatura egipteană (1901, nr. 3);
- Cum s-a format Preistoria (1901, nr. 11);
- Originile omului (1902, nr. 6);
- Buddhismul și Nirvana (1903, nr. 9);
- Trofeul de la Adamclisi (1906, nr. 3-5);
- Culele sunt sau nu naționale? (1907, nr. 5).